# 南アメリカ議会
南アメリカ議会（みなみアメリカぎかい、英語: South American Parliament, スペイン語: Parlamento Suramericano）は、南米諸国連合（USAN）の立法府である。

## 沿革
2004年に合意したクスコ宣言は、USANの構成とUSAN議会の設置を求めた。2008年に締結したUNASUR憲法条約（2011年以降有効）により、議会はボリビアのコチャバンバに設置すると規定され、創設にあたっては追加の議定書によると定められた。 